# Phyllotreta cruciferae
Phyllotreta cruciferae, dt. Grünglänzender Kohlerdfloh, gehört zu den Flohkäfern (Tribus Alticini, Unterfamilie Galerucinae) aus der Familie der Blattkäfer (Chrysomelidae).

## Merkmale
Phyllotreta cruciferae wird 1,8 bis 2,5 Millimeter groß. Er ist metallisch bläulich, grün oder bronzefarben gefärbt, das zweite und dritte Fühlerglied sind gelb. Seine Flügeldecken sind kräftig punktiert. Die Zwischenräume der Punkte auf dem Halsschild sind in der Regel deutlich gerunzelt. Charakteristisch sind für ihn, wie alle anderen Phyllotreta-Arten, die verdickten Hinterbeine, wodurch sie fähig sind zu springen.
Die Eier der Erdflöhe sind blassgelb, oval und haben eine Länge von 0,38 bis 0,46 Millimeter sowie eine Breite von 0,18 bis 0,25 Millimeter.
Die Larven messen ca. drei bis fünf Millimeter und sind weißliche, schlanke, zylinderförmige Würmer mit kleinen Brustbeinen und einer braunen Kopfkapsel.
Die Puppen sind weißlich, etwa so groß wie die adulten Käfer und haben schwarze Augen.

## Lebensweise
Erdflöhe bilden eine Generation pro Jahr. Als adulte Käfer überwintern sie in der Regel von Oktober bis März in Hecken, Gehölzen und der Streuschicht. Selten werden sie auch in Canolastoppeln (Stoppeln von 00-Raps) gefunden. Mit dem Anstieg der Temperatur auf 14 °C erscheinen die Käfer im Frühjahr. Ab einer Temperatur von 17,8 °C können sie ohne Einschränkungen fliegen. Zu Beginn der Vegetationsperiode ernähren sie sich von den Blättern der noch vorhandenen Vegetation, wie zum Beispiel Ausfallraps, wildem Senf, Unkräutern oder überwinternden Wirtspflanzen. Mit der fortschreitenden Zunahme der Vegetation breiten sie sich weiter aus und ernähren sich insbesondere von den oberirdischen Pflanzenteilen der Kreuzblütler. Dabei bevorzugen sie vor kurzem gekeimte Kreuzblütler. Besonders aktiv sind sie bei warmem, trockenem und windstillem Wetter mit Temperaturen von 15 bis 27 °C. Ungefähr Ende Mai paaren sie sich, worauf die Weibchen im Juni bis zu 25 Eier in Gruppen von ein bis vier Stück im Boden ablegen. Die überwinterten Käfer bleiben aktiv bis etwa Ende Juni und fangen Anfang Juli an abzusterben. Die Larven schlüpfen nach circa 12 Tagen aus den Eiern und ernähren sich von den Sekundärwurzeln der Wirtspflanzen. Nach der 25 bis 34 Tage andauernden Larvalphase, während der sie drei Larvenstadien durchlaufen, erfolgt die Puppenruhe. Diese spielt sich im Boden ab und dauert ca. sieben bis neun Tage von Anfang bis Mitte Juli. Ende Juli bis Anfang September schlüpfen die Käfer der neuen Generation und ernähren sich ebenfalls von den oberirdischen Pflanzenteilen wie Laub und Schoten der Brassicaceae. Im Herbst suchen sie sich einen Unterschlupf für die Überwinterung.

## Vorkommen
Sie kommen in ganz Europa und auch in Nordamerika vor, wohin sie als Neozoen aus Europa eingeschleppt wurden.

## Schaden
Die Kohlerdflöhe verursachen Schaden bei Pflanzen verschiedener Ordnungen und Familien. Die erwachsenen Käfer schädigen vom Frühjahr bis Herbst vor allem Jungpflanzen. Dabei ernähren sie sich vom Laub der Wirtspflanzen wie Rucola, Radieschen oder Rettich und verursachen dabei viele kleine Löcher, welche einem von Schrotschuss durchlöcherten Blatt ähnlich sehen. Dieser Schaden wird auch Lochfraß genannt. Bei anderen Brassicaceae verursachen sie den sogenannten Fensterfraß, bei welchem lediglich die äußerste Zellschicht der Blätter gefressen wird. Der Blattschaden ist je nach Wirtspflanze unterschiedlich groß. Der größte Schaden erfolgt innerhalb der ersten zwei Wochen nach der Keimung. Bei sehr starker Fraßkonkurrenz der Käfer wird sogar der Wachstumspunkt (das Meristem, bzw. Bildungsgewebe) der Pflanze befallen, worauf diese abstirbt. Durch diese Schäden kann ein starker Ernterückgang erfolgen (weniger und kleinere Pflanzen). Die Schäden der Larven an den Wurzeln sind hingegen kaum erwähnenswert, da ihr Schadenspotenzial unter 5 % Ertragsverlust liegt. Schaden wird nur an Radieschen- und Rettichwurzeln angerichtet.
Weiter kann ein Schaden durch die Übertragung von Krankheiten und Viren entstehen, denn die Erdflöhe können Alternaria brassicae, den Erreger der Kohlschwärze, übertragen. Die Viren vom Kohlrabi- und Radieschenmosaikvirus können zu Gelbverfärbungen der Blätter entlang von Blattadern und bei Jungpflanzen auch zu Wachstumsstörungen führen.
Bei Pflanzen mit einer langen Vegetationsdauer, wie zum Beispiel Raps, verursacht die neue Generation der Erdflöhe Anfang Herbst kaum Schaden an Blättern und Schoten, da die Pflanzen bereits groß genug sind. Jedoch können die oberen, jüngeren Schoten angefressen werden, worauf diese weniger Körner enthalten, zu früh abtrocknen, schrumpfen, zerspringen oder bei feuchtem Wetter durch Pilzkrankheiten befallen werden können. Bei Pflanzen mit kurzer Vegetationsdauer, wie zum Beispiel Radieschen, kann zu diesem Zeitpunkt jedoch ein großer Schaden durch einen Ertrags- oder Gewichtsverlust der Pflanzen erfolgen.
Erst ab einem Blattschaden von über 25 % der Keimblätter und ersten echten Blättern, sowie der Anwesenheit von Kohlerdflöhen, ist der ökonomische Schwellenwert erreicht, welcher einen Einsatz von Blattspritzmitteln erfordert. Bei einem Blattschaden von weniger als 20 bis 25 % und einem guten Wachstum kann sich die Pflanze normalerweise erholen. Ab dem 4-Blatt-Stadium ertragen die Canola-Pflanzen stärkeren Fraßschaden, welcher in Jahren, in denen im Juni reichlich Käfer vorhanden sind, bis zu 10 % Ertragseinbußen, trotz Behandlung mit Insektiziden, betragen kann.
Verwechselt werden können die Fraßschäden der Erdflöhe mit denen der Springschwänze, welche sich ebenfalls von jungen Brassicaceae ernähren.

## Wirtspflanzen
Phyllotreta cruciferae befällt viele Kulturpflanzen sowie zweikeimblättrige Unkräuter. Einkeimblättrige Pflanzen und Unkräuter wie zum Beispiel Gräser befällt er hingegen nicht. Wirtspflanzen gibt es in vielen Pflanzenfamilien. Am beliebtesten sind dabei die Brassicaceae, bei welchen er der häufigste und zerstörerischste Schädling ist, gefolgt von den Capparaceae. Beide Familien gehören zur Ordnung der Brassicales.

## Bekämpfung

### Pflanzdatum
Durch eine frühe Aussaat und der damit erfolgten Jugendentwicklung der Pflanzen, während der Phase, in der die Erdflöhe noch nicht sehr aktiv sind, können die Erträge der Pflanzenbestände positiv beeinflusst werden. Durch die frühe Saat wird der Hitze- und Trockenstress der Pflanzen wegen Fraßstellen reduziert und der Fraß der Erdflöhe beginnt in einer Entwicklungsphase der Pflanzen, in welcher sie ihn besser ertragen können.

### Anbausystem
Ein festes, flaches Saatbett reduziert das Risiko von Fraßschäden. Eine Erhöhung der Saatdichte reduziert den Schaden an den Einzelpflanzen, da die Fraßaktivität der Erdflöhe auf mehr Pflanzen verteilt wird. Auch Anbausysteme ohne Pflug, mit minimalem Pflügen oder einer Herbstsaat können den Befall durch Erdflöhe mit einem kühleren Mikroklima innerhalb der Kultur reduzieren. Auf Feldern, wo Rapssaatgut mit Direktsaat ausgebracht wird, sind Erdflohpopulationen meist kleiner. Durch die Herbstsaat haben die Rapspflanzen die Möglichkeit, vor dem Flug der Erdflöhe zu keimen und das 4-Blatt-Stadium zu erreichen. In North Dakota mussten nur 4 % der Felder, die im Herbst bestellt wurden, mit Insektiziden behandelt werden im Gegensatz zu 25 % der Felder, auf welchen erst im Frühling angebaut wurde.
Durch regelmäßige Bewässerung kann die Entwicklung der Erdflöhe gehemmt werden, was allerdings andere Krankheiten und Schädlinge fördern kann. Weiter stört regelmäßiges Hacken die Erdflöhe.

### Nützlinge
Es sind verschiedene Räuber bekannt, welche sich von Erdflöhen ernähren. Dazu gehören die Larve der Gemeinen Florfliege (Chrysoperla carnea). Nur in Nordamerika sind auch von Bedeutung die Bodenwanze Geocoris bullatus (Familie Geocoridae), der Käfer Collops vittatus (Familie Melyridae), die Sichelwanze Nabis alternatus und die Grille Gryllus pennsylvanicus. Andere Nützlinge wie die Brackwespenart Microtonus vittatae greifen Erdflöhe an, jedoch ist ihre Parasitierungsrate sehr gering. Da die Erdflöhe im Frühling innerhalb eines engen Zeitfensters ausschwärmen, ist es für die Nützlinge sehr schwer, diese effektiv zu bekämpfen.
Im Freiland ist jedoch die Bekämpfung des Kohlerdflohs mittels geflügelter Nützlinge nicht sehr effektiv, da sie sehr mobil sind, und sich von den Befallsherden einfach entfernen können. Deshalb sind für die Bekämpfung mit Nützlingen weniger bewegliche Arten, wie zum Beispiel Nematoden besser geeignet.

#### Nematoden
Ein natürlicher Gegenspieler ist die Art Steinernema carpocapsae, welche in einem Tonmineral vertrieben werden. Diese Nematoden dringen in die Erdflohlarven ein und töten sie dann ab. Damit sie ihre volle Wirkung entfalten können, sollten sie bei einer Minimaltemperatur von 12 °C und bei bedecktem Himmel oder abends ausgebracht werden, da sie direktes Sonnenlicht tötet.

### Insektizide
Eine Möglichkeit dafür sind pflanzliche Wirkstoffe wie Niemöl, Rotenon, Pyrethrine, Veratrine, (zum Beispiel Sabadill) und deren Mischungen, welche für den Einsatz gegen Erdflöhe empfohlen werden.

### Fangpflanzen
Feldrandstreifen mit für die Erdflöhe attraktiven Fangpflanzen wie Acker-Rettich oder Chinakohl können die Schädlinge von den Kulturpflanzen fernhalten. Wenn diese erfolgreich mit Erdflöhen besiedelt werden, können diese Streifen mit Pflanzenschutzmitteln behandelt werden. Ein Großteil des Schadens kann allerdings schon durch das Weglocken der Erdflöhe von den Kulturpflanzen, erreicht werden. Dafür in Frage kommen vor allem Pflanzen aus der Familie der Brassicaceae, da diese am stärksten von Fraßschäden durch Phyllotreta cruciferae betroffen sind.

### Kulturschutznetze
Von Erdflöhen bisher verschonte Flächen können mit Kulturschutznetzen vor einem Einflug der Schädlinge geschützt werden. Mit einer maximalen Maschenweite von 0,8 × 0,8 mm schützen diese ebenfalls vor Kohldrehherzmücken und Weißen Fliegen. Allerdings können durch das dadurch veränderte Mikroklima andere Krankheiten und Schädlinge gefördert werden.